# زبان‌های آناتولی

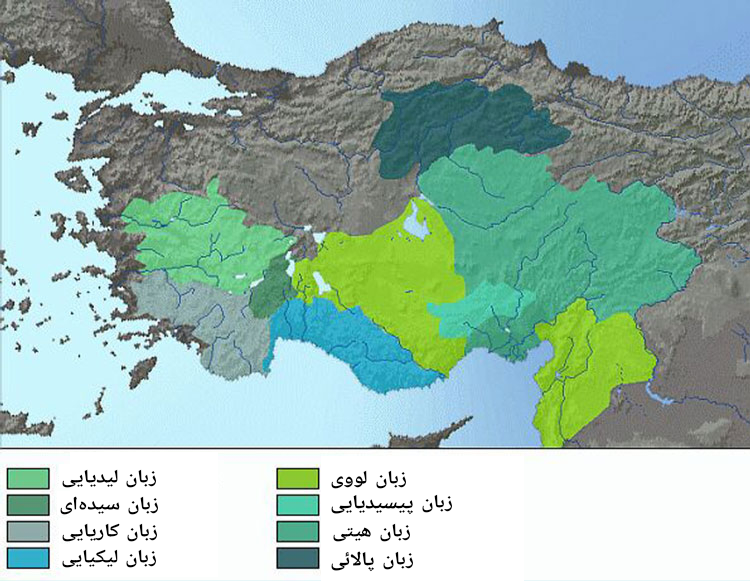
نقشه پراکندگی زبان‌های آناتولی، در هزاره دوم و اول قبل از میلاد.

زبان‌های آناتولی گروهی از زبان‌های هندواروپائی منقرض شده می‌باشند، که در آسیای کوچک گویشورانی داشتند. بهترین نمونهٔ آن‌ها زبان هیتی است. مردم آناتولی در دوران باستان به زبان‌های هندواروپایی مخصوص به خود صحبت می‌کردند، زبان‌های آناتولیایی این سرزمین با یونانی‌سازی(هِلِنیزاسیون) در عصر هِلِنیسم در عصر هِلِنیستی و ترک‌سازی در پی نبرد مَلازگِرد و مهاجرت ترک‌تباران به ویژه از آسیای میانه به آناتولی و تاسیس دولت سلجوقیان روم به دست دولت سلجوقیان بزرگ (شعبه اصلی خاندان سلجوقی) از میان رفتند و منقرض شدند.

## فهرست
- زبان هیتی
- زبان لووی
- زبان لیکیه‌ای
- زبان پالائی
- زبان کاریایی
- زبان لیدیایی
- زبان پیسیدیایی